# Magyarkeresztúr-Zsebeháza megállóhely
Magyarkeresztúr-Zsebeháza megállóhely egy Győr-Moson-Sopron vármegyei vasúti megállóhely Zsebeháza településen, a GYSEV üzemeltetésében.
A község nyugati határszélén helyezkedik el, belterületétől nagyjából egy kilométerre, a másik névadó település, Magyarkeresztúr legdélebbi házaitól hasonló távolságra keletre, nem messze az M86-os autóút és a 8605-ös út csomópontjától. Közúti elérését a 8605-ös útból kiágazó 86 305-ös számú mellékút biztosítja.
A vonatok csak akkor állnak meg a megállóhelyen, ha van le- vagy felszálló utas.

## Vasútvonalak
A megállóhelyet az alábbi vasútvonalak érintik:
- Hegyeshalom–Porpác-vasútvonal

## Kapcsolódó állomások
A megállóhelyhez az alábbi állomások vannak a legközelebb:
- Páli-Vadosfa megállóhely (Hegyeshalom–Porpác-vasútvonal)
- Szil-Sopronnémeti vasútállomás (Hegyeshalom–Porpác-vasútvonal)

## Forgalom
| Járat        | Útvonal | Gyakoriság                                       |
| ------------ | --- | ------------------------------------------------ |
| személyvonat | Szombathely – Vép – Porpác – Ölbő-Alsószeleste – Pósfa – Hegyfalu – Vasegerszeg – Vámoscsalád – Répcelak – Csánig (– Dénesfa) – Beled – Vica (– Páli-Vadosfa) – Magyarkeresztúr-Zsebeháza – Szil-Sopronnémeti – Csorna                                                                       | Kb. 2-4 óránként                                 |
| személyvonat | Szombathely → Hegyfalu → Répcelak → Csánig → Beled → Vica → Magyarkeresztúr-Zsebeháza → Szil-Sopronnémeti → Csorna | Munkanapokon 1 Csorna felé                       |
| személyvonat | Szombathely – Vép – Porpác – Ölbő-Alsószeleste – Pósfa – Hegyfalu – Vasegerszeg – Vámoscsalád – Répcelak – Csánig (← Dénesfa) – Beled – Vica (← Páli-Vadosfa) – Magyarkeresztúr-Zsebeháza – Szil-Sopronnémeti – Csorna – Bősárkány – Hanságliget – Jánossomorja – Mosonszolnok – Hegyeshalom | Napi 1 Hegyeshalom felé, napi 4 Szombathely felé |